# Ліберійська кухня

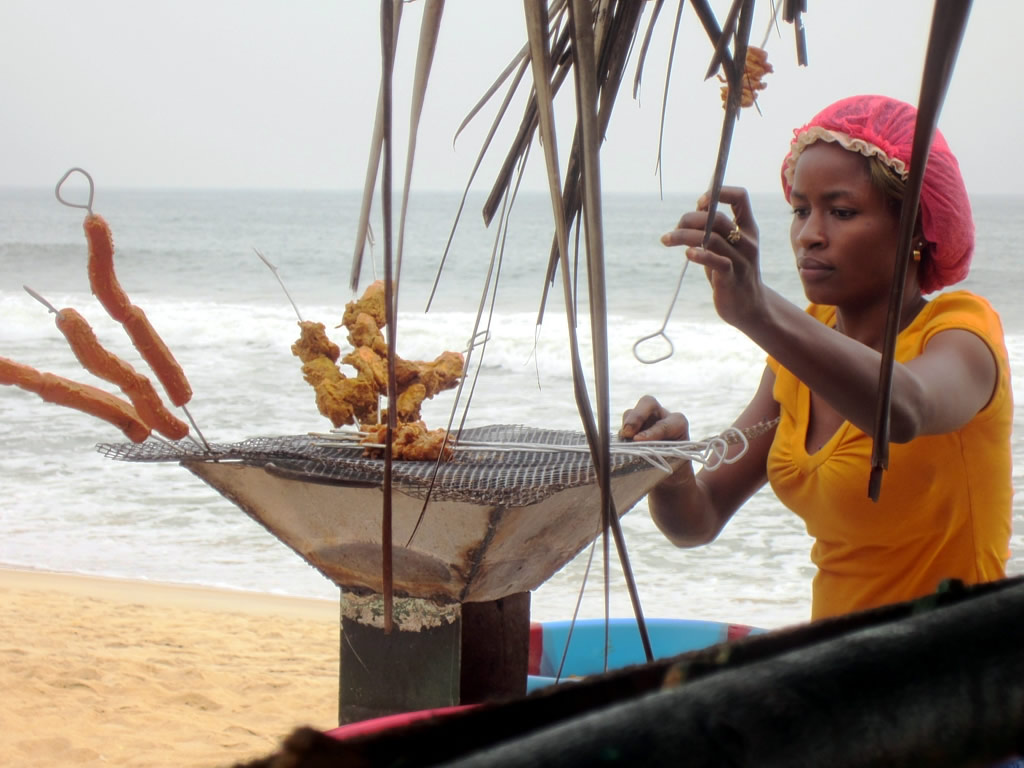
Пляжне барбекю в Монровії, Ліберія

Ліберійська кухня формувалася під впливом їжі Сполучених Штатів, особливо страв з півдня США, переплетених з традиційними західноафриканськими продуктами, що пов'язано з історією цієї африканської країни, заснованої звільненими американськими рабами.
Основою дієти є споживання рису та інших крохмалистих продуктів, тропічних фруктів, овочів, а також місцевої риби і м'яса. Ліберія також має традицію випічки, запозичену зі Сполучених Штатів, що є унікальним для Західної Африки. 

## Крохмалисті продукти
Рис є одним з основних продуктів ліберійської дієти, будь то комерційний або сільський («болотяний рис»). Подається «сухим» (без соусу), з  рагу або супом, який наливають на нього, або у вигляді страви джолоф. Також рис подрібнюється в борошно, щоб зробити хліб.  кассава переробляється в кілька видів крохмалистих страв, зокрема фуфу.  Популярним овочем є і Eddoe, корінь рослини таро). 

## Фрукти та овочі
Популярні ліберійські продукти включають маніоку, банани, цитрусові, солодкі банани або звичайні, кокос, бамія та батат. 
Тушковане м'ясо, приправлене перцем та чилі вживається разом з фуфу. У кулінарії також використовується зелень батата, а також плоди рослини Solanum Incanum («гіркі кульки», «гіркі яблука», «гіркі помідори» - маленькі овочі сімейства пасльонові, схожі на баклажани). 

## Риба та м'ясо
Риба є одним з ключових джерел тваринного білка в Ліберії. У дослідженні, проведеному в 1997 році, відзначається, що в країнах Верхньої Гвінеї (однією з яких є Ліберія), риба становила 30-80% білків тваринного походження в раціоні.  Проте, дослідження показали, що в цьому регіоні споживання риби фактично зменшилася з 1970-х по 1990-і роки через «деградації земель та водозборів».   Дрібні в'ялені риби відомі як bodies або bonnies. 

## М'ясо диких тварин
М'ясо лісових тварин широко вживається в їжу в Ліберії та вважається делікатесом. Опитування громадської думки 2004 року показав, що м'ясо диких тварин займає друге місце після риби як краще джерело білка. З сімей, де подавали м'ясо диких тварин, 80% мешканців сказали, що вони готували його «час від часу», в той час як 13% готували його раз на тиждень і 7% готували м'ясо диких тварин щодня. Опитування проводилося під час останньої громадянської війни, і тепер вважається, що споживання м'яса диких тварин набагато вище.
На види тварин, що знаходяться під загрозою зникнення,  полюють для вживання в їжу. У Ліберії полюють на слонів, карликових бегемотів, шимпанзе, леопардів, дуїкерів та різні види мавп. 

## Алкоголь
Ліберія виробляє, імпортує та споживає деякі стандартні сорти пива та спиртних напоїв, але тут популярне і традиційне пальмове вино, виготовлене з ферментованого соку пальми. Пальмове вино можна пити як є, використовувати замінником дріжджів в хлібові або як оцет після того, як воно зіпсувалося. Місцевий ром також зроблений з цукрової тростини і називається «тростинний сік»  або «гана гана».